# Trenkovo
Trenkovo je naselje na Hrvaškem, ki upravno spada pod občino Velika; le-ta pa spada pod Požeško-slavonsko županijo.

## Demografija
| Pregled števila prebivalcev po letih | Pregled števila prebivalcev po letih | Pregled števila prebivalcev po letih | Pregled števila prebivalcev po letih | Pregled števila prebivalcev po letih | Pregled števila prebivalcev po letih | Pregled števila prebivalcev po letih | Pregled števila prebivalcev po letih | Pregled števila prebivalcev po letih | Pregled števila prebivalcev po letih | Pregled števila prebivalcev po letih | Pregled števila prebivalcev po letih | Pregled števila prebivalcev po letih | Pregled števila prebivalcev po letih | Pregled števila prebivalcev po letih |
| ------------------------------------ | ------------------------------------ | ------------------------------------ | ------------------------------------ | ------------------------------------ | ------------------------------------ | ------------------------------------ | ------------------------------------ | ------------------------------------ | ------------------------------------ | ------------------------------------ | ------------------------------------ | ------------------------------------ | ------------------------------------ | ------------------------------------ |
| 1857                                 | 1869                                 | 1880                                 | 1890                                 | 1900                                 | 1910                                 | 1921                                 | 1931                                 | 1948                                 | 1953                                 | 1961                                 | 1971                                 | 1981                                 | 1991                                 | 2001                                 |
| 346                                  | 315                                  | 288                                  | 336                                  | 496                                  | 600                                  | 577                                  | 488                                  | 581                                  | 662                                  | 692                                  | 758                                  | 789                                  | 823                                  | 818                                  |